# Чемпионат СССР по шахматам среди женщин 1955
15-й чемпионат СССР по шахматам среди женщин  проходил с 26 ноября по 25 декабря в Сухуми. 
Порядок проведения: 4 полуфинала (Вильнюс, Донецк, Петрозаводск и Свердловск) — по 4 призёра допущены в финал; персонально приглашены: чемпионка мира Е. Руденко, экс-чемпионка мира Л. Руденко, чемпионка страны Л. Вольперт; по кандидатскому списку — В. Тихомирова (всего 20 участниц). Ровно провела чемпионат В. Борисенко, которая без поражений заняла 1-е место — 13½ очков; 2—4-е места разделили Быкова, Вольперт и С. Роотаре.

## Примечательные партии
|   | a | b | c | d | e | f | g | h |   |
| - | --- | --- | --- | --- | --- | --- | --- | --- | - |
| 8 | d8 чёрная ладья · f8 чёрная ладья · g8 чёрный король · b7 чёрный слон · c7 чёрная пешка · e7 чёрный ферзь · f7 чёрная пешка · g7 чёрный слон · h7 чёрная пешка · a6 чёрная пешка · e6 чёрная пешка · b5 чёрная пешка · e5 белый конь · f5 чёрный конь · d4 белая пешка · b3 белый слон · c3 белая пешка · a2 белая пешка · b2 белая пешка · f2 белый ферзь · h2 белая пешка · c1 белый слон · e1 белая ладья · f1 белая ладья · g1 белый король | d8 чёрная ладья · f8 чёрная ладья · g8 чёрный король · b7 чёрный слон · c7 чёрная пешка · e7 чёрный ферзь · f7 чёрная пешка · g7 чёрный слон · h7 чёрная пешка · a6 чёрная пешка · e6 чёрная пешка · b5 чёрная пешка · e5 белый конь · f5 чёрный конь · d4 белая пешка · b3 белый слон · c3 белая пешка · a2 белая пешка · b2 белая пешка · f2 белый ферзь · h2 белая пешка · c1 белый слон · e1 белая ладья · f1 белая ладья · g1 белый король | d8 чёрная ладья · f8 чёрная ладья · g8 чёрный король · b7 чёрный слон · c7 чёрная пешка · e7 чёрный ферзь · f7 чёрная пешка · g7 чёрный слон · h7 чёрная пешка · a6 чёрная пешка · e6 чёрная пешка · b5 чёрная пешка · e5 белый конь · f5 чёрный конь · d4 белая пешка · b3 белый слон · c3 белая пешка · a2 белая пешка · b2 белая пешка · f2 белый ферзь · h2 белая пешка · c1 белый слон · e1 белая ладья · f1 белая ладья · g1 белый король | d8 чёрная ладья · f8 чёрная ладья · g8 чёрный король · b7 чёрный слон · c7 чёрная пешка · e7 чёрный ферзь · f7 чёрная пешка · g7 чёрный слон · h7 чёрная пешка · a6 чёрная пешка · e6 чёрная пешка · b5 чёрная пешка · e5 белый конь · f5 чёрный конь · d4 белая пешка · b3 белый слон · c3 белая пешка · a2 белая пешка · b2 белая пешка · f2 белый ферзь · h2 белая пешка · c1 белый слон · e1 белая ладья · f1 белая ладья · g1 белый король | d8 чёрная ладья · f8 чёрная ладья · g8 чёрный король · b7 чёрный слон · c7 чёрная пешка · e7 чёрный ферзь · f7 чёрная пешка · g7 чёрный слон · h7 чёрная пешка · a6 чёрная пешка · e6 чёрная пешка · b5 чёрная пешка · e5 белый конь · f5 чёрный конь · d4 белая пешка · b3 белый слон · c3 белая пешка · a2 белая пешка · b2 белая пешка · f2 белый ферзь · h2 белая пешка · c1 белый слон · e1 белая ладья · f1 белая ладья · g1 белый король | d8 чёрная ладья · f8 чёрная ладья · g8 чёрный король · b7 чёрный слон · c7 чёрная пешка · e7 чёрный ферзь · f7 чёрная пешка · g7 чёрный слон · h7 чёрная пешка · a6 чёрная пешка · e6 чёрная пешка · b5 чёрная пешка · e5 белый конь · f5 чёрный конь · d4 белая пешка · b3 белый слон · c3 белая пешка · a2 белая пешка · b2 белая пешка · f2 белый ферзь · h2 белая пешка · c1 белый слон · e1 белая ладья · f1 белая ладья · g1 белый король | d8 чёрная ладья · f8 чёрная ладья · g8 чёрный король · b7 чёрный слон · c7 чёрная пешка · e7 чёрный ферзь · f7 чёрная пешка · g7 чёрный слон · h7 чёрная пешка · a6 чёрная пешка · e6 чёрная пешка · b5 чёрная пешка · e5 белый конь · f5 чёрный конь · d4 белая пешка · b3 белый слон · c3 белая пешка · a2 белая пешка · b2 белая пешка · f2 белый ферзь · h2 белая пешка · c1 белый слон · e1 белая ладья · f1 белая ладья · g1 белый король | d8 чёрная ладья · f8 чёрная ладья · g8 чёрный король · b7 чёрный слон · c7 чёрная пешка · e7 чёрный ферзь · f7 чёрная пешка · g7 чёрный слон · h7 чёрная пешка · a6 чёрная пешка · e6 чёрная пешка · b5 чёрная пешка · e5 белый конь · f5 чёрный конь · d4 белая пешка · b3 белый слон · c3 белая пешка · a2 белая пешка · b2 белая пешка · f2 белый ферзь · h2 белая пешка · c1 белый слон · e1 белая ладья · f1 белая ладья · g1 белый король | 8 |
| 7 | d8 чёрная ладья · f8 чёрная ладья · g8 чёрный король · b7 чёрный слон · c7 чёрная пешка · e7 чёрный ферзь · f7 чёрная пешка · g7 чёрный слон · h7 чёрная пешка · a6 чёрная пешка · e6 чёрная пешка · b5 чёрная пешка · e5 белый конь · f5 чёрный конь · d4 белая пешка · b3 белый слон · c3 белая пешка · a2 белая пешка · b2 белая пешка · f2 белый ферзь · h2 белая пешка · c1 белый слон · e1 белая ладья · f1 белая ладья · g1 белый король | d8 чёрная ладья · f8 чёрная ладья · g8 чёрный король · b7 чёрный слон · c7 чёрная пешка · e7 чёрный ферзь · f7 чёрная пешка · g7 чёрный слон · h7 чёрная пешка · a6 чёрная пешка · e6 чёрная пешка · b5 чёрная пешка · e5 белый конь · f5 чёрный конь · d4 белая пешка · b3 белый слон · c3 белая пешка · a2 белая пешка · b2 белая пешка · f2 белый ферзь · h2 белая пешка · c1 белый слон · e1 белая ладья · f1 белая ладья · g1 белый король | d8 чёрная ладья · f8 чёрная ладья · g8 чёрный король · b7 чёрный слон · c7 чёрная пешка · e7 чёрный ферзь · f7 чёрная пешка · g7 чёрный слон · h7 чёрная пешка · a6 чёрная пешка · e6 чёрная пешка · b5 чёрная пешка · e5 белый конь · f5 чёрный конь · d4 белая пешка · b3 белый слон · c3 белая пешка · a2 белая пешка · b2 белая пешка · f2 белый ферзь · h2 белая пешка · c1 белый слон · e1 белая ладья · f1 белая ладья · g1 белый король | d8 чёрная ладья · f8 чёрная ладья · g8 чёрный король · b7 чёрный слон · c7 чёрная пешка · e7 чёрный ферзь · f7 чёрная пешка · g7 чёрный слон · h7 чёрная пешка · a6 чёрная пешка · e6 чёрная пешка · b5 чёрная пешка · e5 белый конь · f5 чёрный конь · d4 белая пешка · b3 белый слон · c3 белая пешка · a2 белая пешка · b2 белая пешка · f2 белый ферзь · h2 белая пешка · c1 белый слон · e1 белая ладья · f1 белая ладья · g1 белый король | d8 чёрная ладья · f8 чёрная ладья · g8 чёрный король · b7 чёрный слон · c7 чёрная пешка · e7 чёрный ферзь · f7 чёрная пешка · g7 чёрный слон · h7 чёрная пешка · a6 чёрная пешка · e6 чёрная пешка · b5 чёрная пешка · e5 белый конь · f5 чёрный конь · d4 белая пешка · b3 белый слон · c3 белая пешка · a2 белая пешка · b2 белая пешка · f2 белый ферзь · h2 белая пешка · c1 белый слон · e1 белая ладья · f1 белая ладья · g1 белый король | d8 чёрная ладья · f8 чёрная ладья · g8 чёрный король · b7 чёрный слон · c7 чёрная пешка · e7 чёрный ферзь · f7 чёрная пешка · g7 чёрный слон · h7 чёрная пешка · a6 чёрная пешка · e6 чёрная пешка · b5 чёрная пешка · e5 белый конь · f5 чёрный конь · d4 белая пешка · b3 белый слон · c3 белая пешка · a2 белая пешка · b2 белая пешка · f2 белый ферзь · h2 белая пешка · c1 белый слон · e1 белая ладья · f1 белая ладья · g1 белый король | d8 чёрная ладья · f8 чёрная ладья · g8 чёрный король · b7 чёрный слон · c7 чёрная пешка · e7 чёрный ферзь · f7 чёрная пешка · g7 чёрный слон · h7 чёрная пешка · a6 чёрная пешка · e6 чёрная пешка · b5 чёрная пешка · e5 белый конь · f5 чёрный конь · d4 белая пешка · b3 белый слон · c3 белая пешка · a2 белая пешка · b2 белая пешка · f2 белый ферзь · h2 белая пешка · c1 белый слон · e1 белая ладья · f1 белая ладья · g1 белый король | d8 чёрная ладья · f8 чёрная ладья · g8 чёрный король · b7 чёрный слон · c7 чёрная пешка · e7 чёрный ферзь · f7 чёрная пешка · g7 чёрный слон · h7 чёрная пешка · a6 чёрная пешка · e6 чёрная пешка · b5 чёрная пешка · e5 белый конь · f5 чёрный конь · d4 белая пешка · b3 белый слон · c3 белая пешка · a2 белая пешка · b2 белая пешка · f2 белый ферзь · h2 белая пешка · c1 белый слон · e1 белая ладья · f1 белая ладья · g1 белый король | 7 |
| 6 | d8 чёрная ладья · f8 чёрная ладья · g8 чёрный король · b7 чёрный слон · c7 чёрная пешка · e7 чёрный ферзь · f7 чёрная пешка · g7 чёрный слон · h7 чёрная пешка · a6 чёрная пешка · e6 чёрная пешка · b5 чёрная пешка · e5 белый конь · f5 чёрный конь · d4 белая пешка · b3 белый слон · c3 белая пешка · a2 белая пешка · b2 белая пешка · f2 белый ферзь · h2 белая пешка · c1 белый слон · e1 белая ладья · f1 белая ладья · g1 белый король | d8 чёрная ладья · f8 чёрная ладья · g8 чёрный король · b7 чёрный слон · c7 чёрная пешка · e7 чёрный ферзь · f7 чёрная пешка · g7 чёрный слон · h7 чёрная пешка · a6 чёрная пешка · e6 чёрная пешка · b5 чёрная пешка · e5 белый конь · f5 чёрный конь · d4 белая пешка · b3 белый слон · c3 белая пешка · a2 белая пешка · b2 белая пешка · f2 белый ферзь · h2 белая пешка · c1 белый слон · e1 белая ладья · f1 белая ладья · g1 белый король | d8 чёрная ладья · f8 чёрная ладья · g8 чёрный король · b7 чёрный слон · c7 чёрная пешка · e7 чёрный ферзь · f7 чёрная пешка · g7 чёрный слон · h7 чёрная пешка · a6 чёрная пешка · e6 чёрная пешка · b5 чёрная пешка · e5 белый конь · f5 чёрный конь · d4 белая пешка · b3 белый слон · c3 белая пешка · a2 белая пешка · b2 белая пешка · f2 белый ферзь · h2 белая пешка · c1 белый слон · e1 белая ладья · f1 белая ладья · g1 белый король | d8 чёрная ладья · f8 чёрная ладья · g8 чёрный король · b7 чёрный слон · c7 чёрная пешка · e7 чёрный ферзь · f7 чёрная пешка · g7 чёрный слон · h7 чёрная пешка · a6 чёрная пешка · e6 чёрная пешка · b5 чёрная пешка · e5 белый конь · f5 чёрный конь · d4 белая пешка · b3 белый слон · c3 белая пешка · a2 белая пешка · b2 белая пешка · f2 белый ферзь · h2 белая пешка · c1 белый слон · e1 белая ладья · f1 белая ладья · g1 белый король | d8 чёрная ладья · f8 чёрная ладья · g8 чёрный король · b7 чёрный слон · c7 чёрная пешка · e7 чёрный ферзь · f7 чёрная пешка · g7 чёрный слон · h7 чёрная пешка · a6 чёрная пешка · e6 чёрная пешка · b5 чёрная пешка · e5 белый конь · f5 чёрный конь · d4 белая пешка · b3 белый слон · c3 белая пешка · a2 белая пешка · b2 белая пешка · f2 белый ферзь · h2 белая пешка · c1 белый слон · e1 белая ладья · f1 белая ладья · g1 белый король | d8 чёрная ладья · f8 чёрная ладья · g8 чёрный король · b7 чёрный слон · c7 чёрная пешка · e7 чёрный ферзь · f7 чёрная пешка · g7 чёрный слон · h7 чёрная пешка · a6 чёрная пешка · e6 чёрная пешка · b5 чёрная пешка · e5 белый конь · f5 чёрный конь · d4 белая пешка · b3 белый слон · c3 белая пешка · a2 белая пешка · b2 белая пешка · f2 белый ферзь · h2 белая пешка · c1 белый слон · e1 белая ладья · f1 белая ладья · g1 белый король | d8 чёрная ладья · f8 чёрная ладья · g8 чёрный король · b7 чёрный слон · c7 чёрная пешка · e7 чёрный ферзь · f7 чёрная пешка · g7 чёрный слон · h7 чёрная пешка · a6 чёрная пешка · e6 чёрная пешка · b5 чёрная пешка · e5 белый конь · f5 чёрный конь · d4 белая пешка · b3 белый слон · c3 белая пешка · a2 белая пешка · b2 белая пешка · f2 белый ферзь · h2 белая пешка · c1 белый слон · e1 белая ладья · f1 белая ладья · g1 белый король | d8 чёрная ладья · f8 чёрная ладья · g8 чёрный король · b7 чёрный слон · c7 чёрная пешка · e7 чёрный ферзь · f7 чёрная пешка · g7 чёрный слон · h7 чёрная пешка · a6 чёрная пешка · e6 чёрная пешка · b5 чёрная пешка · e5 белый конь · f5 чёрный конь · d4 белая пешка · b3 белый слон · c3 белая пешка · a2 белая пешка · b2 белая пешка · f2 белый ферзь · h2 белая пешка · c1 белый слон · e1 белая ладья · f1 белая ладья · g1 белый король | 6 |
| 5 | d8 чёрная ладья · f8 чёрная ладья · g8 чёрный король · b7 чёрный слон · c7 чёрная пешка · e7 чёрный ферзь · f7 чёрная пешка · g7 чёрный слон · h7 чёрная пешка · a6 чёрная пешка · e6 чёрная пешка · b5 чёрная пешка · e5 белый конь · f5 чёрный конь · d4 белая пешка · b3 белый слон · c3 белая пешка · a2 белая пешка · b2 белая пешка · f2 белый ферзь · h2 белая пешка · c1 белый слон · e1 белая ладья · f1 белая ладья · g1 белый король | d8 чёрная ладья · f8 чёрная ладья · g8 чёрный король · b7 чёрный слон · c7 чёрная пешка · e7 чёрный ферзь · f7 чёрная пешка · g7 чёрный слон · h7 чёрная пешка · a6 чёрная пешка · e6 чёрная пешка · b5 чёрная пешка · e5 белый конь · f5 чёрный конь · d4 белая пешка · b3 белый слон · c3 белая пешка · a2 белая пешка · b2 белая пешка · f2 белый ферзь · h2 белая пешка · c1 белый слон · e1 белая ладья · f1 белая ладья · g1 белый король | d8 чёрная ладья · f8 чёрная ладья · g8 чёрный король · b7 чёрный слон · c7 чёрная пешка · e7 чёрный ферзь · f7 чёрная пешка · g7 чёрный слон · h7 чёрная пешка · a6 чёрная пешка · e6 чёрная пешка · b5 чёрная пешка · e5 белый конь · f5 чёрный конь · d4 белая пешка · b3 белый слон · c3 белая пешка · a2 белая пешка · b2 белая пешка · f2 белый ферзь · h2 белая пешка · c1 белый слон · e1 белая ладья · f1 белая ладья · g1 белый король | d8 чёрная ладья · f8 чёрная ладья · g8 чёрный король · b7 чёрный слон · c7 чёрная пешка · e7 чёрный ферзь · f7 чёрная пешка · g7 чёрный слон · h7 чёрная пешка · a6 чёрная пешка · e6 чёрная пешка · b5 чёрная пешка · e5 белый конь · f5 чёрный конь · d4 белая пешка · b3 белый слон · c3 белая пешка · a2 белая пешка · b2 белая пешка · f2 белый ферзь · h2 белая пешка · c1 белый слон · e1 белая ладья · f1 белая ладья · g1 белый король | d8 чёрная ладья · f8 чёрная ладья · g8 чёрный король · b7 чёрный слон · c7 чёрная пешка · e7 чёрный ферзь · f7 чёрная пешка · g7 чёрный слон · h7 чёрная пешка · a6 чёрная пешка · e6 чёрная пешка · b5 чёрная пешка · e5 белый конь · f5 чёрный конь · d4 белая пешка · b3 белый слон · c3 белая пешка · a2 белая пешка · b2 белая пешка · f2 белый ферзь · h2 белая пешка · c1 белый слон · e1 белая ладья · f1 белая ладья · g1 белый король | d8 чёрная ладья · f8 чёрная ладья · g8 чёрный король · b7 чёрный слон · c7 чёрная пешка · e7 чёрный ферзь · f7 чёрная пешка · g7 чёрный слон · h7 чёрная пешка · a6 чёрная пешка · e6 чёрная пешка · b5 чёрная пешка · e5 белый конь · f5 чёрный конь · d4 белая пешка · b3 белый слон · c3 белая пешка · a2 белая пешка · b2 белая пешка · f2 белый ферзь · h2 белая пешка · c1 белый слон · e1 белая ладья · f1 белая ладья · g1 белый король | d8 чёрная ладья · f8 чёрная ладья · g8 чёрный король · b7 чёрный слон · c7 чёрная пешка · e7 чёрный ферзь · f7 чёрная пешка · g7 чёрный слон · h7 чёрная пешка · a6 чёрная пешка · e6 чёрная пешка · b5 чёрная пешка · e5 белый конь · f5 чёрный конь · d4 белая пешка · b3 белый слон · c3 белая пешка · a2 белая пешка · b2 белая пешка · f2 белый ферзь · h2 белая пешка · c1 белый слон · e1 белая ладья · f1 белая ладья · g1 белый король | d8 чёрная ладья · f8 чёрная ладья · g8 чёрный король · b7 чёрный слон · c7 чёрная пешка · e7 чёрный ферзь · f7 чёрная пешка · g7 чёрный слон · h7 чёрная пешка · a6 чёрная пешка · e6 чёрная пешка · b5 чёрная пешка · e5 белый конь · f5 чёрный конь · d4 белая пешка · b3 белый слон · c3 белая пешка · a2 белая пешка · b2 белая пешка · f2 белый ферзь · h2 белая пешка · c1 белый слон · e1 белая ладья · f1 белая ладья · g1 белый король | 5 |
| 4 | d8 чёрная ладья · f8 чёрная ладья · g8 чёрный король · b7 чёрный слон · c7 чёрная пешка · e7 чёрный ферзь · f7 чёрная пешка · g7 чёрный слон · h7 чёрная пешка · a6 чёрная пешка · e6 чёрная пешка · b5 чёрная пешка · e5 белый конь · f5 чёрный конь · d4 белая пешка · b3 белый слон · c3 белая пешка · a2 белая пешка · b2 белая пешка · f2 белый ферзь · h2 белая пешка · c1 белый слон · e1 белая ладья · f1 белая ладья · g1 белый король | d8 чёрная ладья · f8 чёрная ладья · g8 чёрный король · b7 чёрный слон · c7 чёрная пешка · e7 чёрный ферзь · f7 чёрная пешка · g7 чёрный слон · h7 чёрная пешка · a6 чёрная пешка · e6 чёрная пешка · b5 чёрная пешка · e5 белый конь · f5 чёрный конь · d4 белая пешка · b3 белый слон · c3 белая пешка · a2 белая пешка · b2 белая пешка · f2 белый ферзь · h2 белая пешка · c1 белый слон · e1 белая ладья · f1 белая ладья · g1 белый король | d8 чёрная ладья · f8 чёрная ладья · g8 чёрный король · b7 чёрный слон · c7 чёрная пешка · e7 чёрный ферзь · f7 чёрная пешка · g7 чёрный слон · h7 чёрная пешка · a6 чёрная пешка · e6 чёрная пешка · b5 чёрная пешка · e5 белый конь · f5 чёрный конь · d4 белая пешка · b3 белый слон · c3 белая пешка · a2 белая пешка · b2 белая пешка · f2 белый ферзь · h2 белая пешка · c1 белый слон · e1 белая ладья · f1 белая ладья · g1 белый король | d8 чёрная ладья · f8 чёрная ладья · g8 чёрный король · b7 чёрный слон · c7 чёрная пешка · e7 чёрный ферзь · f7 чёрная пешка · g7 чёрный слон · h7 чёрная пешка · a6 чёрная пешка · e6 чёрная пешка · b5 чёрная пешка · e5 белый конь · f5 чёрный конь · d4 белая пешка · b3 белый слон · c3 белая пешка · a2 белая пешка · b2 белая пешка · f2 белый ферзь · h2 белая пешка · c1 белый слон · e1 белая ладья · f1 белая ладья · g1 белый король | d8 чёрная ладья · f8 чёрная ладья · g8 чёрный король · b7 чёрный слон · c7 чёрная пешка · e7 чёрный ферзь · f7 чёрная пешка · g7 чёрный слон · h7 чёрная пешка · a6 чёрная пешка · e6 чёрная пешка · b5 чёрная пешка · e5 белый конь · f5 чёрный конь · d4 белая пешка · b3 белый слон · c3 белая пешка · a2 белая пешка · b2 белая пешка · f2 белый ферзь · h2 белая пешка · c1 белый слон · e1 белая ладья · f1 белая ладья · g1 белый король | d8 чёрная ладья · f8 чёрная ладья · g8 чёрный король · b7 чёрный слон · c7 чёрная пешка · e7 чёрный ферзь · f7 чёрная пешка · g7 чёрный слон · h7 чёрная пешка · a6 чёрная пешка · e6 чёрная пешка · b5 чёрная пешка · e5 белый конь · f5 чёрный конь · d4 белая пешка · b3 белый слон · c3 белая пешка · a2 белая пешка · b2 белая пешка · f2 белый ферзь · h2 белая пешка · c1 белый слон · e1 белая ладья · f1 белая ладья · g1 белый король | d8 чёрная ладья · f8 чёрная ладья · g8 чёрный король · b7 чёрный слон · c7 чёрная пешка · e7 чёрный ферзь · f7 чёрная пешка · g7 чёрный слон · h7 чёрная пешка · a6 чёрная пешка · e6 чёрная пешка · b5 чёрная пешка · e5 белый конь · f5 чёрный конь · d4 белая пешка · b3 белый слон · c3 белая пешка · a2 белая пешка · b2 белая пешка · f2 белый ферзь · h2 белая пешка · c1 белый слон · e1 белая ладья · f1 белая ладья · g1 белый король | d8 чёрная ладья · f8 чёрная ладья · g8 чёрный король · b7 чёрный слон · c7 чёрная пешка · e7 чёрный ферзь · f7 чёрная пешка · g7 чёрный слон · h7 чёрная пешка · a6 чёрная пешка · e6 чёрная пешка · b5 чёрная пешка · e5 белый конь · f5 чёрный конь · d4 белая пешка · b3 белый слон · c3 белая пешка · a2 белая пешка · b2 белая пешка · f2 белый ферзь · h2 белая пешка · c1 белый слон · e1 белая ладья · f1 белая ладья · g1 белый король | 4 |
| 3 | d8 чёрная ладья · f8 чёрная ладья · g8 чёрный король · b7 чёрный слон · c7 чёрная пешка · e7 чёрный ферзь · f7 чёрная пешка · g7 чёрный слон · h7 чёрная пешка · a6 чёрная пешка · e6 чёрная пешка · b5 чёрная пешка · e5 белый конь · f5 чёрный конь · d4 белая пешка · b3 белый слон · c3 белая пешка · a2 белая пешка · b2 белая пешка · f2 белый ферзь · h2 белая пешка · c1 белый слон · e1 белая ладья · f1 белая ладья · g1 белый король | d8 чёрная ладья · f8 чёрная ладья · g8 чёрный король · b7 чёрный слон · c7 чёрная пешка · e7 чёрный ферзь · f7 чёрная пешка · g7 чёрный слон · h7 чёрная пешка · a6 чёрная пешка · e6 чёрная пешка · b5 чёрная пешка · e5 белый конь · f5 чёрный конь · d4 белая пешка · b3 белый слон · c3 белая пешка · a2 белая пешка · b2 белая пешка · f2 белый ферзь · h2 белая пешка · c1 белый слон · e1 белая ладья · f1 белая ладья · g1 белый король | d8 чёрная ладья · f8 чёрная ладья · g8 чёрный король · b7 чёрный слон · c7 чёрная пешка · e7 чёрный ферзь · f7 чёрная пешка · g7 чёрный слон · h7 чёрная пешка · a6 чёрная пешка · e6 чёрная пешка · b5 чёрная пешка · e5 белый конь · f5 чёрный конь · d4 белая пешка · b3 белый слон · c3 белая пешка · a2 белая пешка · b2 белая пешка · f2 белый ферзь · h2 белая пешка · c1 белый слон · e1 белая ладья · f1 белая ладья · g1 белый король | d8 чёрная ладья · f8 чёрная ладья · g8 чёрный король · b7 чёрный слон · c7 чёрная пешка · e7 чёрный ферзь · f7 чёрная пешка · g7 чёрный слон · h7 чёрная пешка · a6 чёрная пешка · e6 чёрная пешка · b5 чёрная пешка · e5 белый конь · f5 чёрный конь · d4 белая пешка · b3 белый слон · c3 белая пешка · a2 белая пешка · b2 белая пешка · f2 белый ферзь · h2 белая пешка · c1 белый слон · e1 белая ладья · f1 белая ладья · g1 белый король | d8 чёрная ладья · f8 чёрная ладья · g8 чёрный король · b7 чёрный слон · c7 чёрная пешка · e7 чёрный ферзь · f7 чёрная пешка · g7 чёрный слон · h7 чёрная пешка · a6 чёрная пешка · e6 чёрная пешка · b5 чёрная пешка · e5 белый конь · f5 чёрный конь · d4 белая пешка · b3 белый слон · c3 белая пешка · a2 белая пешка · b2 белая пешка · f2 белый ферзь · h2 белая пешка · c1 белый слон · e1 белая ладья · f1 белая ладья · g1 белый король | d8 чёрная ладья · f8 чёрная ладья · g8 чёрный король · b7 чёрный слон · c7 чёрная пешка · e7 чёрный ферзь · f7 чёрная пешка · g7 чёрный слон · h7 чёрная пешка · a6 чёрная пешка · e6 чёрная пешка · b5 чёрная пешка · e5 белый конь · f5 чёрный конь · d4 белая пешка · b3 белый слон · c3 белая пешка · a2 белая пешка · b2 белая пешка · f2 белый ферзь · h2 белая пешка · c1 белый слон · e1 белая ладья · f1 белая ладья · g1 белый король | d8 чёрная ладья · f8 чёрная ладья · g8 чёрный король · b7 чёрный слон · c7 чёрная пешка · e7 чёрный ферзь · f7 чёрная пешка · g7 чёрный слон · h7 чёрная пешка · a6 чёрная пешка · e6 чёрная пешка · b5 чёрная пешка · e5 белый конь · f5 чёрный конь · d4 белая пешка · b3 белый слон · c3 белая пешка · a2 белая пешка · b2 белая пешка · f2 белый ферзь · h2 белая пешка · c1 белый слон · e1 белая ладья · f1 белая ладья · g1 белый король | d8 чёрная ладья · f8 чёрная ладья · g8 чёрный король · b7 чёрный слон · c7 чёрная пешка · e7 чёрный ферзь · f7 чёрная пешка · g7 чёрный слон · h7 чёрная пешка · a6 чёрная пешка · e6 чёрная пешка · b5 чёрная пешка · e5 белый конь · f5 чёрный конь · d4 белая пешка · b3 белый слон · c3 белая пешка · a2 белая пешка · b2 белая пешка · f2 белый ферзь · h2 белая пешка · c1 белый слон · e1 белая ладья · f1 белая ладья · g1 белый король | 3 |
| 2 | d8 чёрная ладья · f8 чёрная ладья · g8 чёрный король · b7 чёрный слон · c7 чёрная пешка · e7 чёрный ферзь · f7 чёрная пешка · g7 чёрный слон · h7 чёрная пешка · a6 чёрная пешка · e6 чёрная пешка · b5 чёрная пешка · e5 белый конь · f5 чёрный конь · d4 белая пешка · b3 белый слон · c3 белая пешка · a2 белая пешка · b2 белая пешка · f2 белый ферзь · h2 белая пешка · c1 белый слон · e1 белая ладья · f1 белая ладья · g1 белый король | d8 чёрная ладья · f8 чёрная ладья · g8 чёрный король · b7 чёрный слон · c7 чёрная пешка · e7 чёрный ферзь · f7 чёрная пешка · g7 чёрный слон · h7 чёрная пешка · a6 чёрная пешка · e6 чёрная пешка · b5 чёрная пешка · e5 белый конь · f5 чёрный конь · d4 белая пешка · b3 белый слон · c3 белая пешка · a2 белая пешка · b2 белая пешка · f2 белый ферзь · h2 белая пешка · c1 белый слон · e1 белая ладья · f1 белая ладья · g1 белый король | d8 чёрная ладья · f8 чёрная ладья · g8 чёрный король · b7 чёрный слон · c7 чёрная пешка · e7 чёрный ферзь · f7 чёрная пешка · g7 чёрный слон · h7 чёрная пешка · a6 чёрная пешка · e6 чёрная пешка · b5 чёрная пешка · e5 белый конь · f5 чёрный конь · d4 белая пешка · b3 белый слон · c3 белая пешка · a2 белая пешка · b2 белая пешка · f2 белый ферзь · h2 белая пешка · c1 белый слон · e1 белая ладья · f1 белая ладья · g1 белый король | d8 чёрная ладья · f8 чёрная ладья · g8 чёрный король · b7 чёрный слон · c7 чёрная пешка · e7 чёрный ферзь · f7 чёрная пешка · g7 чёрный слон · h7 чёрная пешка · a6 чёрная пешка · e6 чёрная пешка · b5 чёрная пешка · e5 белый конь · f5 чёрный конь · d4 белая пешка · b3 белый слон · c3 белая пешка · a2 белая пешка · b2 белая пешка · f2 белый ферзь · h2 белая пешка · c1 белый слон · e1 белая ладья · f1 белая ладья · g1 белый король | d8 чёрная ладья · f8 чёрная ладья · g8 чёрный король · b7 чёрный слон · c7 чёрная пешка · e7 чёрный ферзь · f7 чёрная пешка · g7 чёрный слон · h7 чёрная пешка · a6 чёрная пешка · e6 чёрная пешка · b5 чёрная пешка · e5 белый конь · f5 чёрный конь · d4 белая пешка · b3 белый слон · c3 белая пешка · a2 белая пешка · b2 белая пешка · f2 белый ферзь · h2 белая пешка · c1 белый слон · e1 белая ладья · f1 белая ладья · g1 белый король | d8 чёрная ладья · f8 чёрная ладья · g8 чёрный король · b7 чёрный слон · c7 чёрная пешка · e7 чёрный ферзь · f7 чёрная пешка · g7 чёрный слон · h7 чёрная пешка · a6 чёрная пешка · e6 чёрная пешка · b5 чёрная пешка · e5 белый конь · f5 чёрный конь · d4 белая пешка · b3 белый слон · c3 белая пешка · a2 белая пешка · b2 белая пешка · f2 белый ферзь · h2 белая пешка · c1 белый слон · e1 белая ладья · f1 белая ладья · g1 белый король | d8 чёрная ладья · f8 чёрная ладья · g8 чёрный король · b7 чёрный слон · c7 чёрная пешка · e7 чёрный ферзь · f7 чёрная пешка · g7 чёрный слон · h7 чёрная пешка · a6 чёрная пешка · e6 чёрная пешка · b5 чёрная пешка · e5 белый конь · f5 чёрный конь · d4 белая пешка · b3 белый слон · c3 белая пешка · a2 белая пешка · b2 белая пешка · f2 белый ферзь · h2 белая пешка · c1 белый слон · e1 белая ладья · f1 белая ладья · g1 белый король | d8 чёрная ладья · f8 чёрная ладья · g8 чёрный король · b7 чёрный слон · c7 чёрная пешка · e7 чёрный ферзь · f7 чёрная пешка · g7 чёрный слон · h7 чёрная пешка · a6 чёрная пешка · e6 чёрная пешка · b5 чёрная пешка · e5 белый конь · f5 чёрный конь · d4 белая пешка · b3 белый слон · c3 белая пешка · a2 белая пешка · b2 белая пешка · f2 белый ферзь · h2 белая пешка · c1 белый слон · e1 белая ладья · f1 белая ладья · g1 белый король | 2 |
| 1 | d8 чёрная ладья · f8 чёрная ладья · g8 чёрный король · b7 чёрный слон · c7 чёрная пешка · e7 чёрный ферзь · f7 чёрная пешка · g7 чёрный слон · h7 чёрная пешка · a6 чёрная пешка · e6 чёрная пешка · b5 чёрная пешка · e5 белый конь · f5 чёрный конь · d4 белая пешка · b3 белый слон · c3 белая пешка · a2 белая пешка · b2 белая пешка · f2 белый ферзь · h2 белая пешка · c1 белый слон · e1 белая ладья · f1 белая ладья · g1 белый король | d8 чёрная ладья · f8 чёрная ладья · g8 чёрный король · b7 чёрный слон · c7 чёрная пешка · e7 чёрный ферзь · f7 чёрная пешка · g7 чёрный слон · h7 чёрная пешка · a6 чёрная пешка · e6 чёрная пешка · b5 чёрная пешка · e5 белый конь · f5 чёрный конь · d4 белая пешка · b3 белый слон · c3 белая пешка · a2 белая пешка · b2 белая пешка · f2 белый ферзь · h2 белая пешка · c1 белый слон · e1 белая ладья · f1 белая ладья · g1 белый король | d8 чёрная ладья · f8 чёрная ладья · g8 чёрный король · b7 чёрный слон · c7 чёрная пешка · e7 чёрный ферзь · f7 чёрная пешка · g7 чёрный слон · h7 чёрная пешка · a6 чёрная пешка · e6 чёрная пешка · b5 чёрная пешка · e5 белый конь · f5 чёрный конь · d4 белая пешка · b3 белый слон · c3 белая пешка · a2 белая пешка · b2 белая пешка · f2 белый ферзь · h2 белая пешка · c1 белый слон · e1 белая ладья · f1 белая ладья · g1 белый король | d8 чёрная ладья · f8 чёрная ладья · g8 чёрный король · b7 чёрный слон · c7 чёрная пешка · e7 чёрный ферзь · f7 чёрная пешка · g7 чёрный слон · h7 чёрная пешка · a6 чёрная пешка · e6 чёрная пешка · b5 чёрная пешка · e5 белый конь · f5 чёрный конь · d4 белая пешка · b3 белый слон · c3 белая пешка · a2 белая пешка · b2 белая пешка · f2 белый ферзь · h2 белая пешка · c1 белый слон · e1 белая ладья · f1 белая ладья · g1 белый король | d8 чёрная ладья · f8 чёрная ладья · g8 чёрный король · b7 чёрный слон · c7 чёрная пешка · e7 чёрный ферзь · f7 чёрная пешка · g7 чёрный слон · h7 чёрная пешка · a6 чёрная пешка · e6 чёрная пешка · b5 чёрная пешка · e5 белый конь · f5 чёрный конь · d4 белая пешка · b3 белый слон · c3 белая пешка · a2 белая пешка · b2 белая пешка · f2 белый ферзь · h2 белая пешка · c1 белый слон · e1 белая ладья · f1 белая ладья · g1 белый король | d8 чёрная ладья · f8 чёрная ладья · g8 чёрный король · b7 чёрный слон · c7 чёрная пешка · e7 чёрный ферзь · f7 чёрная пешка · g7 чёрный слон · h7 чёрная пешка · a6 чёрная пешка · e6 чёрная пешка · b5 чёрная пешка · e5 белый конь · f5 чёрный конь · d4 белая пешка · b3 белый слон · c3 белая пешка · a2 белая пешка · b2 белая пешка · f2 белый ферзь · h2 белая пешка · c1 белый слон · e1 белая ладья · f1 белая ладья · g1 белый король | d8 чёрная ладья · f8 чёрная ладья · g8 чёрный король · b7 чёрный слон · c7 чёрная пешка · e7 чёрный ферзь · f7 чёрная пешка · g7 чёрный слон · h7 чёрная пешка · a6 чёрная пешка · e6 чёрная пешка · b5 чёрная пешка · e5 белый конь · f5 чёрный конь · d4 белая пешка · b3 белый слон · c3 белая пешка · a2 белая пешка · b2 белая пешка · f2 белый ферзь · h2 белая пешка · c1 белый слон · e1 белая ладья · f1 белая ладья · g1 белый король | d8 чёрная ладья · f8 чёрная ладья · g8 чёрный король · b7 чёрный слон · c7 чёрная пешка · e7 чёрный ферзь · f7 чёрная пешка · g7 чёрный слон · h7 чёрная пешка · a6 чёрная пешка · e6 чёрная пешка · b5 чёрная пешка · e5 белый конь · f5 чёрный конь · d4 белая пешка · b3 белый слон · c3 белая пешка · a2 белая пешка · b2 белая пешка · f2 белый ферзь · h2 белая пешка · c1 белый слон · e1 белая ладья · f1 белая ладья · g1 белый король | 1 |
|   | a | b | c | d | e | f | g | h |   |

26.Кf7 Кd4 27.Сg5 Фc5 28.cd Сd4 29.Сe3 Лf7 30.Фf7 Крh8 31.Фf6+ Сf6 32.Сc5 Лg8+ 33.Крf2 Лg2+ 34.Крe3 Сg5+ 35.Крd3 Лd2+ 36.Крc3 1 : 0

## Таблица
| №  | Участники       | Город | 1 | 2 | 3 | 4 | 5 | 6 | 7 | 8 | 9 | 10 | 11 | 12 | 13 | 14 | 15 | 16 | 17 | 18 | 19 | 20 |  | Очки | Место |
| -- | --------------- | ----- | - | - | - | - | - | - | - | - | - | -- | -- | -- | -- | -- | -- | -- | -- | -- | -- | -- |  | ---- | ----- |
| 1  | В. Борисенко    |       |   | ½ | ½ | ½ | 1 | ½ | ½ | 1 | ½ | ½  | ½  | ½  | 1  | ½  | 1  | ½  | 1  | 1  | 1  | 1  |  | 13½  | 1     |
| 2  | Е. Быкова       |       | ½ |   | ½ | ½ | 1 | 0 | 0 | 0 | ½ | ½  | ½  | 1  | 1  | 1  | 1  | 1  | 1  | 1  | 1  | 1  |  | 13   | 2—4   |
| 3  | Л. Вольперт     |       | ½ | ½ |   | 1 | 1 | ½ | ½ | 1 | 1 | ½  | ½  | 0  | ½  | ½  | 1  | 0  | 1  | 1  | 1  | 1  |  | 13   | 2—4   |
| 4  | С. Роотаре      |       | ½ | ½ | 0 |   | ½ | 0 | ½ | ½ | ½ | 1  | 1  | 1  | 1  | 1  | 1  | ½  | 1  | 1  | ½  | 1  |  | 13   | 2—4   |
| 5  | Т. Затуловская  |       | 0 | 0 | 0 | ½ |   | ½ | 1 | 1 | 1 | 1  | 0  | ½  | 0  | 1  | 1  | 1  | 1  | 1  | 1  | 1  |  | 12½  | 5     |
| 6  | К. Зворыкина    |       | ½ | 1 | ½ | 1 | ½ |   | 0 | ½ | 0 | ½  | ½  | 1  | 1  | 1  | 0  | 1  | 1  | 1  | ½  | ½  |  | 12   | 6     |
| 7  | Л. Руденко      |       | ½ | 1 | ½ | ½ | 0 | 1 |   | 1 | ½ | ½  | 0  | ½  | 1  | ½  | 0  | 1  | ½  | ½  | 1  | 1  |  | 11½  | 7     |
| 8  | О. Рубцова      |       | 0 | 1 | 0 | ½ | 0 | ½ | 0 |   | 1 | ½  | 1  | 1  | ½  | 0  | 1  | ½  | 1  | ½  | 1  | 1  |  | 11   | 8     |
| 9  | Ю. Гурфинкель   |       | ½ | ½ | 0 | ½ | 0 | 1 | ½ | 0 |   | ½  | 0  | ½  | 1  | ½  | ½  | 1  | 1  | ½  | 1  | ½  |  | 10   | 9     |
| 10 | О. Игнатьева    |       | ½ | ½ | ½ | 0 | 0 | ½ | ½ | ½ | ½ |    | ½  | 1  | 1  | ½  | ½  | ½  | ½  | 0  | ½  | 1  |  | 9½   | 10    |
| 11 | В. Тихомирова   |       | ½ | ½ | ½ | 0 | 1 | ½ | 1 | 0 | 1 | ½  |    | 0  | 0  | 0  | 0  | 1  | ½  | 1  | ½  | 0  |  | 8½   | 11—12 |
| 12 | Р. Эстеркина    |       | ½ | 0 | 1 | 0 | ½ | 0 | ½ | 0 | ½ | 0  | 1  |    | 0  | 1  | ½  | 1  | 1  | 1  | 0  | 0  |  | 8½   | 11—12 |
| 13 | Л. Коган (Якир) |       | 0 | 0 | ½ | 0 | 1 | 0 | 0 | ½ | 0 | 0  | 1  | 1  |    | 0  | ½  | 0  | 1  | 1  | 1  | ½  |  | 8    | 13—15 |
| 14 | Т. Страндстрем  |       | ½ | 0 | ½ | 0 | 0 | 0 | ½ | 1 | ½ | ½  | 1  | 0  | 1  |    | 0  | 1  | 0  | 1  | 0  | ½  |  | 8    | 13—15 |
| 15 | Т. Филановская  |       | 0 | 0 | 0 | 0 | 0 | 1 | 1 | 0 | ½ | ½  | 1  | ½  | ½  | 1  |    | 0  | 0  | ½  | ½  | 1  |  | 8    | 13—15 |
| 16 | О. Кацкова      |       | ½ | 0 | 1 | ½ | 0 | 0 | 0 | ½ | 0 | ½  | 0  | 0  | 1  | 0  | 1  |    | ½  | 0  | 1  | ½  |  | 7    | 16    |
| 17 | Н. Войцик       |       | 0 | 0 | 0 | 0 | 0 | 0 | ½ | 0 | 0 | ½  | ½  | 0  | 0  | 1  | 1  | ½  |    | 0  | 1  | 1  |  | 6    | 17—18 |
| 18 | Н. Смирнова     |       | 0 | 0 | 0 | 0 | 0 | 0 | ½ | ½ | ½ | 1  | 0  | 0  | 0  | 0  | ½  | 1  | 1  |    | ½  | ½  |  | 6    | 17—18 |
| 19 | Т. Брояковская  |       | 0 | 0 | 0 | ½ | 0 | ½ | 0 | 0 | 0 | ½  | ½  | 1  | 0  | 1  | ½  | 0  | 0  | ½  |    | ½  |  | 5½   | 19—20 |
| 20 | Н. Лобанова     |       | 0 | 0 | 0 | 0 | 0 | ½ | 0 | 0 | ½ | 0  | 1  | 1  | ½  | ½  | 0  | ½  | 0  | ½  | ½  |    |  | 5½   | 19—20 |